# پایگاه هوایی گارد ملی تولسا
پایگاه هوایی گارد ملی تولسا (به انگلیسی: Tulsa Air National Guard Base) یک فرودگاه است . این فرودگاه در شهر تالسا، اوکلاهوما کشور ایالات متحده آمریکا قرار دارد .